# Чернице
Чернице (пол. Czernice) — село в Польше, в гмине Осьякув Велюнского повета Лодзинского воеводства.
В 1975—1998 годах село принадлежало к Серадзского воеводства.

## Климат
Климат умеренный, мягкая зима и тёплое лето. Средняя температура в январе от −1 °C до −5 °C, в июле от +17 °C до +19 °C. Осадков 500—800 мм.

## Население
Демографическая структура по состоянию на 31 марта 2011 года:
|         | Всего | До трудоспособного возраста | Трудоспособного возраста | Старше трудоспособного возраста |
| ------- | ----- | --------------------------- | ------------------------ | ------------------------------- |
| Мужчины | 168   | 31                          | 116                      | 21                              |
| Женщины | 170   | 24                          | 86                       | 60                              |
| Всего   | 338   | 55                          | 202                      | 81                              |